# Ecbolium
Ecbolium is een geslacht van planten uit de acanthusfamilie (Acanthaceae). De soorten uit het geslacht komen voor in tropisch en zuidelijk Afrika, op het Arabisch schiereiland, op het Indisch subcontinent en in delen van Zuidoost-Azië.

## Soorten
- Ecbolium albiflorum Vollesen
- Ecbolium amplexicaule S.Moore
- Ecbolium barlerioides (S.Moore) Lindau
- Ecbolium benoistii Vollesen
- Ecbolium boranense Vollesen
- Ecbolium clarkei Hiern
- Ecbolium fimbriatum Benoist
- Ecbolium flanaganii C.B.Clarke
- Ecbolium glabratum Vollesen
- Ecbolium gymnostachyum (Nees) Milne-Redh.
- Ecbolium hastatum Vollesen
- Ecbolium humbertii Vollesen
- Ecbolium ligustrinum (Vahl) Vollesen
- Ecbolium madagascariense Vollesen
- Ecbolium oblongifolium Vollesen
- Ecbolium palmatum Vollesen
- Ecbolium strictum O.Schwartz
- Ecbolium subcordatum C.B.Clarke
- Ecbolium syringifolium (Vahl) Vollesen
- Ecbolium tanzaniense Vollesen
- Ecbolium viride (Forssk.) Alston

... · 
Acanthopsis · 
Acanthus · 
Achyrocalyx · 
Afrofittonia · 
Ambongia · 
Ancistranthus · 
Andrographis · 
Angkalanthus · 
Anisacanthus · 
Anisosepalum · 
Anisotes · 
Anomacanthus · 
Aphanosperma · 
Aphelandra · 
Ascotheca · 
Asystasia · 
Avicennia · 
Ballochia · 
Barleria · 
Barleriola · 
Blepharis · 
Borneacanthus · 
Boutonia · 
Brachystephanus · 
Bravaisia · 
Brillantaisia · 
Brunoniella · 
Calacanthus · 
Calycacanthus · 
Camarotea · 
Carlowrightia · 
Celerina · 
Cephalacanthus · 
Chalarothyrsus · 
Chamaeranthemum · 
Chileranthemum · 
Chlamydacanthus · 
Chlamydocardia · 
Chorisochora · 
Chroesthes · 
Clinacanthus · 
Clistax · 
Codonacanthus · 
Conocalyx · 
Cosmianthemum · 
Crabbea · 
Crossandra · 
Crossandrella · 
Cyclacanthus · 
Cynarospermum · 
Cyphacanthus · 
Danguya · 
Dasytropis · 
Dichazothece · 
Dicladanthera · 
Dicliptera · 
Dischistocalyx · 
Duosperma · 
Dyschoriste · 
Ecbolium · 
Echinacanthus · 
Elytraria · 
Encephalosphaera · 
Eranthemum · 
Eremomastax · 
Filetia · 
Fittonia · 
Forcipella · 
Glossochilus · 
Graphandra · 
Graptophyllum · 
Gymnostachyum · 
Gypsacanthus · 
Hansteinia · 
Haplanthodes · 
Harpochilus · 
Hemigraphis · 
Henrya · 
Herpetacanthus · 
Heteradelphia · 
Holographis · 
Hoverdenia · 
Hulemacanthus · 
Hygrophila · 
Hypoestes · 
Ichthyostoma · 
Isoglossa · 
Isotheca · 
Jadunia · 
Justicia · 
Kalbreyeriella · 
Kosmosiphon · 
Kudoacanthus · 
Lankesteria · 
Leandriella · 
Lepidagathis · 
Megalochlamys ·
Ruellia · 
Strobilanthes · 
Thunbergia · 
...